# Montorio nei Frentani
Montorio nei Frentani é uma comuna italiana da região do Molise, província de Campobasso, com cerca de 562 habitantes. Estende-se por uma área de 31 km², tendo uma densidade populacional de 18 hab/km². Faz fronteira com Bonefro, Casacalenda, Larino, Montelongo, Rotello, Ururi.

## Demografia
| Variação demográfica do município entre 1861 e 2011                               |
|                                                                                   |
| Fonte: Istituto Nazionale di Statistica (ISTAT) - Elaboração gráfica da Wikipedia |